# Heinrich von Tunna
Heinrich von Tunna (nascido em data incerta do século XII, falecido em 1209 em Acre), também conhecido como Heinrich Bart, foi o 3º grão-mestre da Ordem Teutónica, entre 1208 e 1209.
Nasceu na região da Turíngia. De acordo com os documentos que fazem referência à sua pessoa pela primeira vez, encontrava-se casado em 1208 e nada fazia prever uma carreira na Ordem Teutónica. Pouco tempo depois, sua esposa faleceu. Viúvo e sem filhos, Heinrich ofereceu a sua floresta à abadia de Ettersberge e partiu em perigrinação para a Terra Santa. Segundo a historiografia da própria ordem, a razão desta decisão terá sido o desejo de penitência.
Entrou rapidamente para a Ordem Teutónica, provavelmente logo após a sua chegada à Palestina, em finais de 1208. A sua carreia foi também fulgurante. Após o falecimento do grão-mestre Otto von Kerpen, Heinrich tomou o seu lugar, possivelmente antes do fim de fevereiro de 1209. Levou apenas três meses desde o seu noviciado até a ascensão ao posto máximo da ordem. Isto demonstra, de certa forma, a fragilidade da ordem na época.
O mestrado de Heinrich von Tunna durou apenas alguns meses, sendo já dado como falecido em junho de 1209, em Acre, onde foi também provavelmente sepultado, numa das capelas da ordem.